# Ralph Llewellyn

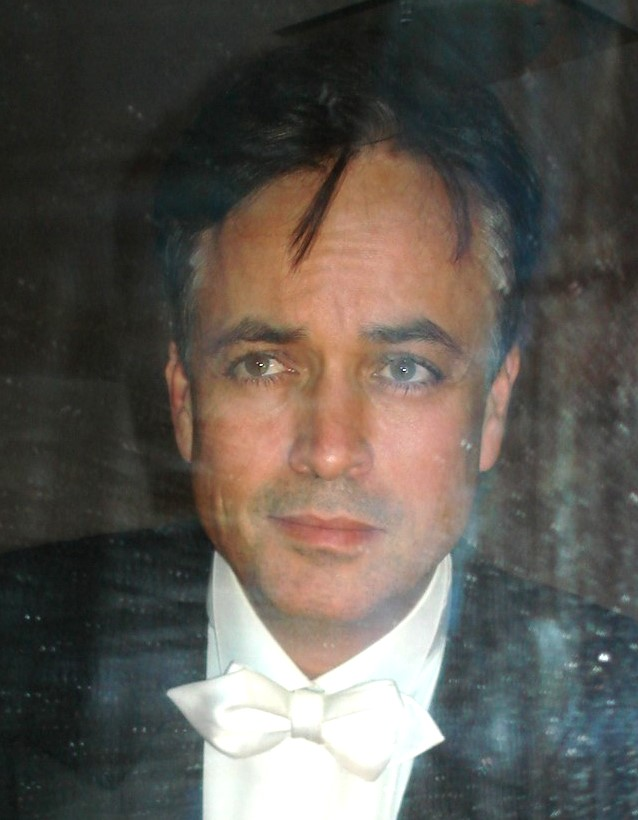
Ralph Llewellyn (2011)

Ralph Llewellyn (* 19. Dezember 1960 in Colorado, USA) ist ein deutsch-amerikanischer Informatiker und Fantasy-Schriftsteller.

## Leben
Ralph Llewellyn wuchs in Heidelberg auf und lebt in Nußloch. Nach dem Besuch der Grundschule in Eppelheim und des Carl-Theodor-Gymnasiums in Schwetzingen studierte er an der Universität Karlsruhe Informatik.
Ab 1989 war Ralph Llewellyn als Dipl. Informatiker und von 1994 bis 2006 als Geschäftsführer bei einem mittelständischen Unternehmen angestellt. Er ist Inhaber dreier Firmen.
Llewellyn ist Mitglied der Heidelberger Freimaurerloge Ruprecht zu den fünf Rosen und der Vereinigung Pegasus Kunst für Freimaurer.
Nach der Veröffentlichung von diversen Sachbüchern begann er mit dem Schreiben von Fantasy-Romanen (unter anderem Der dunkle Fürst, Der Kult und die Synthia–Reihe) und mystischen Thrillern (unter anderem die Alex Brandt–Reihe und Incognito – Erbe des Königs).
Im Jahr 2024 hat er mit Bodo Horn-Rumold, Jörg Erlebach und Etienne Sadek zusammen den RavenPort Verlag gegründet. Dort ist er geschäftsführender Gesellschafter und Verleger. 

## Bibliografie
Romane
- Der dunkle Fürst. Roman. Projekte Verlag, Halle/Saale 2011, ISBN 978-3-86237-460-1
- Der Kult. Roman. Projekte Verlag, Halle/Saale 2011, ISBN 978-3-86237-567-7
- 7 Tage mit Gott. Roman. SadWolf Verlag, 2018, ISBN 978-3-946446-62-0
- Incognito – Erbe des Königs. SadWolf Verlag, 2015, ISBN 978-3-946446-02-6
- Synthia – Die Sanduhr des Lebens. SadWolf-Verlag, 2017, ISBN 978-3-946446-29-3
- 7 days with god. Roman. SadWolf-Verlag, 2018, ISBN 978-3-946446-58-3
- Politik und ihr Wahnsinn. Roman. Engelsdorfer Verlag, 2018, ISBN 978-3-96145-246-0
- Synthia – Das Herz Falba. SadWolf-Verlag, 2019, ISBN 978-3-946446-99-6
- Alex Brandt - Blutige Herzen. RavenPort Verlag, 2025, ISBN 978-3690611-00-8

Sachbücher
- Schnäppchenführer Autokauf. Alles über Re-Import von Kraftfahrzeugen; praktische Tips und Tricks; Verträge, Garantie, Überführung etc.; mit Musterformularen. Verlag Fink-Kümmerley und Frey, Ostfildern 1995, ISBN 3-7718-0707-7 (zusammen mit Andreas Staar; illustriert von Rolf Kutschera).
- Erfolgreich selbständig. Cornelsen Verlag, Berlin 1997, ISBN 3-464-49029-7 (zusammen mit Andreas Staar).
- Turbo-Pascal 5.X. Merkur-Verlag, Rinteln 1990, ISBN 3-8120-0118-7 (zusammen mit Helga Wetzel).
- Ratgeber – Immobilieneigentum im Alter. Grabener Verlag GmbH, 2018, ISBN 978-3-9255-7382-8

## Belege
1. ↑   https://RSL-Immobilien.de, PL ImmoTrust GmbH GmbH und Mithral Immobilien GmbH|https://Mithral-Immobilien.de
2. ↑  Web Master: Herzlich Willkommen. In: Homepage der freimaurerischen Künstlervereinigung Pegasus, Pegasuskunst. (pegasus-kunst.de [abgerufen am 7. April 2017]).

| Personendaten    | Personendaten                                            |
| ---------------- | -------------------------------------------------------- |
| NAME             | Llewellyn, Ralph                                         |
| KURZBESCHREIBUNG | US-amerikanisch-deutscher Informatiker und Fantasy-Autor |
| GEBURTSDATUM     | 19. Dezember 1960                                        |
| GEBURTSORT       | Colorado, USA                                            |